# Santa Rosa (Arizona)
Santa Rosa (O'odham Kaij Mek) és una concentració de població designada pel cens dels Estats Units a l'estat d'Arizona. Segons el cens del 2000 tenia 438 habitants.

## Demografia
Segons el cens del 2000, Santa Rosa tenia 438 habitants, 132 habitatges, i 97 famílies La densitat de població era de 29,6 habitants/km².
Dels 132 habitatges en un 32,6% hi vivien nens de menys de 18 anys, en un 28% hi vivien parelles casades, en un 28,8% dones solteres, i en un 26,5% no eren unitats familiars. En el 22% dels habitatges hi vivien persones soles el 9,1% de les quals corresponia a persones de 65 anys o més que vivien soles. El nombre mitjà de persones vivint en cada habitatge era de 3,32 i el nombre mitjà de persones que vivien en cada família era de 3,86.
Per edats la població es repartia de la següent manera: un 33,6% tenia menys de 18 anys, un 8,7% entre 18 i 24, un 28,3% entre 25 i 44, un 18,9% de 45 a 60 i un 10,5% 65 anys o més.
L'edat mediana era de 29 anys. Per cada 100 dones de 18 o més anys hi havia 92,7 homes.
La renda mediana per habitatge era de 9.688 $ i la renda mediana per família de 12.000 $. Els homes tenien una renda mediana de 22.813 $ mentre que les dones 23.438 $. La renda per capita de la població era de 6.090 $. Aproximadament el 50% de les famílies i el 51,1% de la població estaven per davall del llindar de pobresa.

## Poblacions més properes
El següent diagrama mostra les poblacions més properes.